# Cyanoloxia
Cyanoloxia är ett fågelsläkte i familjen kardinaler inom ordningen tättingar. Traditionellt omfattar det endast arten azurkardinal (Cyanoloxia glaucocaerulea), men numera förs oftast tre ytterligare arter tidigare i Cyanocompsa hit: blåsvart kardinal (C. cyanoides), amazonkardinal (C. rothschildii, fram tills nyligen behandlad som underart till cyanoides) och ultramarinkardinal (C. brissonii).